# Miss Univers 2025
Miss Univers 2025 sera la 74e édition du concours Miss Univers. Elle aura lieu 21 novembre 2025 à l'Impact Arena de Pak Kret en Thaïlande. Victoria Kjær Theilvig du Danemark couronnera son successeur à la fin de l’événement.

## Organisation du concours

### Lieu et date
Lors de la finale de l'élection de Miss Univers 2024, le 16 novembre 2024, l'Organisation Miss Univers annonce que plusieurs pays ont entamé des démarches pour accueillir la 74e édition du concours. Parmi eux figurent : l'Afrique du Sud, l'Argentine, le Costa Rica, l'Espagne, le Maroc, l'Inde, la République dominicaine et la Thaïlande,. Le 8 février 2025, l'Organisation révèle par un post sur son compte Instagram que la 74e du concours se tiendra à Impact Arena de Pak Kret en Thaïlande le 21 novembre 2025,. C'est la quatrième fois que le pays accueille le concours après 1992, 2005 et 2018,.

## Candidates
Au 18 août 2025, les candidates suivantes ont été confirmées :
| Pays / Territoire représenté | Candidates                    | Âge    | Résidence              |
| ---------------------------- | ----------------------------- | ------ | ---------------------- |
| Albanie                      | Flavia Harizaj                | 25 ans | Fier                   |
| Allemagne                    | Diana Fast,                   | 32 ans | Hambourg               |
| Angola                       | Maria Cunha,                  | 22 ans | Luanda                 |
| Argentine                    | Aldana Masset                 | 25 ans | Aldea Valle María      |
| Aruba                        | Hannah Arends                 | 28 ans | Oranjestad             |
| Australie                    | Lexie Brant                   | 21 ans | Brisbane               |
| Bahamas                      | Maliqué Bowe                  | 24 ans | Grand Bahama           |
| Belgique                     | Karen Jansen,                 | 24 ans | Lommel                 |
| Belize                       | Isabella Zabaneh              | 21 ans | Independence           |
| Birmanie                     | Myat Yadanar Soe              | 22 ans | Pyin U Lwin            |
| Bolivie                      | Yessica Hausermann            | 25 ans | Magdalena              |
| Bonaire                      | Nicole Visser Peiliker        | 41 ans | Kralendijk             |
| Brésil                       | Gabriela Lacerda,             | 24 ans | Teresina               |
| Bulgarie                     | Gaby Guha,                    | 26 ans | Dubaï                  |
| Cameroun                     | Josiane Golonga Harangada,    | 23 ans | Yagoua                 |
| Canada                       | Jaime VandenBerg              | 28 ans | Lethbridge             |
| Chili                        | Inna Moll                     | 28 ans | Vitacura               |
| Chine                        | Xuhe Hou                      | 18 ans | Jilin                  |
| Costa Rica                   | Mahyla Roth                   | 26 ans | Cahuita                |
| Côte d'Ivoire                | Olivia Yacé                   | 27 ans | Abidjan                |
| Croatie                      | Laura Gnjatović               | 23 ans | Zadar                  |
| Cuba                         | Lina Luaces                   | 22 ans | Santiago de Cuba       |
| Curaçao                      | Camille Thomas                | 26 ans | Willemstad             |
| Équateur                     | Nadia Mejía                   | 29 ans | Los Angeles            |
| Espagne                      | Andrea Valero                 | 28 ans | La Corogne             |
| Guadeloupe                   | Ophély Mézino                 | 26 ans | Morne-à-l'Eau          |
| Guatemala                    | Raschel Paz                   | 24 ans | Guatemala              |
| Guinée                       | Tiguidanké Bérété             | 23 ans | Conakry                |
| Honduras                     | Alejandra Fuentes             | 31 ans | Olancho                |
| Îles Caïmans                 | Tahiti Seymour                | 22 ans | Bodden Town            |
| Îles Turques-et-Caïques      | Bereniece Dickenson           | 22 ans | Salt Cay               |
| Inde                         | Manika Vishwakarma            | 22 ans | New Delhi              |
| Irak                         | Hanin Al Qoreishy             | 27 ans | Houston / Las Vegas    |
| Iran                         | Sahar Biniaz                  | 38 ans | Téhéran                |
| Islande                      | Helena Hafþórsdóttir O’Connor | 20 ans | Viðey                  |
| Israël                       | Melanie Shiraz                | 26 ans | Caesarea               |
| Jamaïque                     | Gabrielle Henry               | 29 ans | Kingston we            |
| Japon                        | Kaori Hashimoto               | 21 ans | Tochigi                |
| Kazakhstan                   | Dana Almassova                | 20 ans | Eskişehir              |
| Kirghizistan                 | Mary Kouvakova                | 19 ans | Bishkek                |
| Kosovo                       | Dorea Šalja                   | 24 ans | Priština               |
| Latina                       | Yamilex Hernández             | 29 ans | Perth Amboy            |
| Liban                        | Sarah Bou Jaoude              | 20 ans | Jdeïdé                 |
| Malte                        | Julia Ann Cluett              | 27 ans | Il-Furjana             |
| Namibie                      | Johanna Swartbooi             | 27 ans | Vaalgras               |
| Nouvelle-Zélande             | Abbigail Sturgin              | 28 ans | Auckland               |
| Palestine                    | Nadeen Ayoub                  | 30 ans | Dubaï / Ramallah       |
| Panama                       | Mirna Caballini               | 22 ans | Chiriquí               |
| Pays-Bas                     | Nathalie Mogbelzada           | 28 ans | Amsterdam              |
| Pérou                        | Karla Bacigalupo              | 33 ans | Los Angeles            |
| Philippines                  | Ahtisa Manalo                 | 28 ans | Candelaria             |
| Pologne                      | Oliwia Mikulska               | 20 ans | Żary                   |
| Porto Rico                   | Zashely Alicea                | 25 ans | Dorado                 |
| Portugal                     | Camila Vitorino               | 26 ans | Setúbal                |
| République dominicaine       | Jennifer Ventura              | 27 ans | Santa Cruz de Barahona |
| Royaume-Uni                  | Danielle Latimer              | 36 ans | Barry                  |
| Sri Lanka                    | Lihasha Lindsay-White         | 27 ans | Colombo                |
| Suriname                     | Chiara Wijntuin               | 22 ans | Paramaribo             |
| Tchéquie                     | Michaela Tomanová             | 27 ans | Prague                 |
| Trinité-et-Tobago            | Sihlé Letren                  | 30 ans | Diamond Vale           |
| Ukraine                      | Sofiya Tkatchouk              | 25 ans | Rivne                  |
| Venezuela                    | Stephany Abasali              | 25 ans | État d'Anzoátegui      |
| Zambie                       | Kunda Mwamulima               | 30 ans | Kalulushi              |
| Zimbabwe                     | Lyshanda Moyas                | 27 ans | Gweru                  |

## Élections à venir
| Pays / Territoire représenté          | Date              |
| ------------------------------------- | ----------------- |
| République démocratique du Congo      | 22 août 2025      |
| Guyana                                | 23 août 2025      |
| Thaïlande                             | 23 août 2025      |
| Îles Vierges britanniques             | 24 août 2025      |
| Vietnam                               | 24 août 2025      |
| Botswana                              | 30 août 2025      |
| Sainte-Lucie                          | 30 août 2025      |
| Norvège,[source secondaire souhaitée] | 30 août 2025      |
| Italie                                | 31 août 2025      |
| Îles Vierges des États-Unis           | août 2025         |
| Slovénie                              | 3 septembre 2025  |
| Biélorussie                           | 5 septembre 2025  |
| Finlande                              | 6 septembre 2025  |
| Guinée Équatoriale                    | 6 septembre 2025  |
| Uruguay                               | 10 septembre 2025 |
| Mexique                               | 13 septembre 2025 |
| Danemark                              | 14 septembre 2025 |
| Nicaragua                             | 14 septembre 2025 |
| Turquie                               | 17 septembre 2025 |
| Corée du Sud                          | 22 septembre 2025 |
| Suisse                                | 27 septembre 2025 |
| Hongrie                               | septembre 2025    |
| Irlande                               | septembre 2025    |
| Laos                                  | septembre 2025    |
| Népal                                 | septembre 2025    |